# Мехдиев, Вюгар Намизед оглы
Вюгар Намизед оглы Мехдиев (азерб. Vüqar Namizəd oğlu Mehdiyev; род. 4 июня 1982) — азербайджанский легкоатлет-паралимпиец, выступающий в категории инвалидности T13. 
Бронзовый призёр летних Паралимпийских игр 2008 года в беге на 200 м. На этих играх выступал и в беге на 100 м, заняв 4-е место. 
В 2016 году по случаю 20-летнего юбилея создания Национального паралимпийского комитета Азербайджанской Республики и за заслуги в развитии паралимпийского движения в Азербайджане в соответствии с распоряжением президента Азербайджана награждён Почётным дипломом Президента Азербайджанской Республики.